# Metamya flavia
Metamya flavia är en fjärilsart som beskrevs av William Schaus 1898. Metamya flavia ingår i släktet Metamya och familjen björnspinnare. Inga underarter finns listade i Catalogue of Life.